# Sérvia no Festival Eurovisão da Canção 2010
A Sérvia confirmou a sua participação no Festival Eurovisão da Canção 2010, a 18 de Setembro de 2009. Em 2008, o país foi a sede do festival, e deseja repetilo num futuro próximo. Alguns artistas já demonstraram interesse e outro já confirmaram participação no Beovizija, como é o caso de Aleksa Jelic, um conhecido cantor sérvio.